# ラジオ日本 土曜・日曜競馬実況中継
『ラジオ日本 土曜・日曜競馬実況中継』（ラジオにっぽん どよう・にちようけいばじっきょうちゅうけい）とは、ラジオ日本が毎週土・日曜日に放送している中央競馬中継番組である。

## 概要・歴史
ラジオ関東として開局直後の1959年（昭和34年）1月4日から毎週日曜日13:00 - 16:30に『RFサンデー』のタイトルで放送開始。その後、1966年（昭和41年）1月から『RF競馬ロータリー』にタイトルを改題、1969年（昭和44年）11月8日から『土曜競馬中継』の放送を開始した。日曜日は1974年（昭和49年）5月19日放送分、土曜日は同年9月7日の放送分より競馬中継の完全放送を行うようになった。
中山・東京と、福島・新潟の夏季開催で行われる第1レースから最終レースまでをパドックから完全フォローする。大きく午前中を第1部、午後を第2部としているが、過去にはプロ野球シーズンオフの土曜日に展望番組としての第3部が放送されることがあった。かつてはBS日テレラジオ445でも放送されていた。
2020年10月度編成での基準放送時間は9:30－16:35で、13:00を境として第1部と第2部とに分かれる。なお夏季（6－9月）の薄暮・準薄暮で行われる日はおおむね16:40まで、冬季（11－1月）の発走時刻の繰り上げがある時は16:30までとなるケースが多い。
競馬施行者の日本中央競馬会は土曜日・日曜日共に第1部と、3日間開催の金曜・月曜に行われる場合、および中山金杯（1月5日）とその翌日の6日、並びにホープフルステークスが開催される12月28日が平日開催となる場合は全編提供。第2部は協力の扱いとし、その時間帯は解説者を派遣している協賛競馬新聞社・ウェブサイトが提供を行っている。また2021年10月現在においては、土曜日と日曜日で番組開始・終了時に使用する曲が異なっている（土曜日はフュージョンミュージック系、日曜日は行進曲系）
リスナーへの馬券プレゼント還元は基本的に行っていないが、聴取率週間（スペシャルウィーク）が行われる偶数月の特定週には、「軍資金プレゼントキャンペーン」が行われている。内容はその時々によるが、その週の重賞競走にちなんだ3択クイズであったり、その週の関東主場で行われるレースにおける「特定の馬番号」が1着に入選した場合に、その都度キーワードを記入して応募する方法などである。
また日本ダービー、有馬記念開催週の土曜日には競馬中継終了後、16:30（ないしは16:35）から17:00にかけてゲストパーソナリティーを招いた特別展望が放送されることがあり、直近では2021年12月25日に、「真田ナオキの有馬記念・本気（マジ）で惚れた!!」、2022年5月28日に、「ペナルティ・ヒデのダービー馬を徹底マーク!」、2022年12月24日には「橋本マナミの有馬記念でメリークリスマス!」が、2023年は5月27日のダービー前日に前川清、12月23日の有馬記念前日には槙原寛己、2024年5月25日のダービー前日には赤星憲広、12月21日の有馬記念前日には、女流麻雀師の岡田紗佳をゲストにそれぞれ放送された。
さらに、競馬法改正で、毎年12月28日も開催日となったことから、28日が日曜日でない限り、有馬記念当日の日曜には中継本編後、「ラジオ日本競馬中継スペシャル まだまだ続くよ中央競馬」として、ホープフルステークスの展望が生放送される。

### 年譜
- 1959年（昭和34年）1月4日 - 『RFサンデー』で金盃を初めて放送。
- 1961年（昭和36年） - 井口保子、樋口忠正がラジオ関東に入社。
- 1966年（昭和41年）1月5日 - 日曜2部の直接の前身番組『競馬ロータリー』スタート。
- 1968年（昭和43年） - 樋口が競馬班専任になる。
- 1969年（昭和44年）11月8日 - 『土曜競馬実況中継』スタート。
- 1971年（昭和46年） - 井口が競馬班専任になる。ラジオ関東のみならず、他局を通じても史上初の女性実況アナウンサーが誕生（後述）。
- 1974年（昭和49年）
  - 5月19日 - 『日曜競馬』が午前10時スタートとなる[7]。
  - 9月7日 - 『土曜競馬』が午前10時スタートとなる。井口の実況担当レースが土曜日の第1レースに固定される。
- 1982年（昭和57年）3月27日 - 競馬ブックが土曜1部の提供を降板。解説者は翌週からケイシュウNEWSが引き継ぐ。
- 1998年（平成10年）3月28日 - 井口が定年退職、番組を離れる。
- 2000年（平成12年）3月26日 - ホースニュース・馬が日曜1部の提供を降板、解説者派遣を中止。解説者は翌週からスポーツ報知が引き継ぐ。
- 2001年（平成13年）
  - 3月31日 - ケイシュウNEWSが土曜1部の提供を降板、解説者派遣を中止。解説者は翌週から競友が引き継ぐ。同時に仙田和吉が毎日放送移籍のため番組を離れる。
  - 4月1日 - ダービーニュースが日曜2部の提供を降板。ダービーニュースの解説者だった阿部一俊が完全降板、長谷川仁志も土曜2部のみの出演となり日曜2部は翌週から馬券ブレイク!が引き継ぐが、実際は前週で廃刊したケイシュウ中央版の解説者だった塩崎利雄と東浜俊秋が移動。また能勢俊介がスポーツ報知に移籍し日曜1部へ移動。
  - 4月7日 - ラジオたんぱを退社した吉本靖がフリーの実況アナでは初の着任。
- 2002年（平成14年）4月6日 - この日の放送から放送開始時間が9時30分に繰り上がる。これにより東日本主場がGI当日あるいは冬時間進行でも1レースのパドック解説から放送可能になる。同時に『中央競馬大作戦』が8時30分スタートの15分番組となり、現在のスタイルが確立。
- 2006年（平成18年）
  - 10月1日 - 内外タイムスとスポーツ報知が日曜1部の提供を降板、解説者の派遣を中止。
  - 10月8日 - 日曜1部がJRA本部の単独提供となる。長谷川が前後半通しでメイン解説に就く。パドック解説は勝馬が引き継ぐ。
  - 12月23日 - 勝馬が土曜2部、ダービーニュースが土曜1部の提供をそれぞれ降板。勝馬は解説者派遣を中止、翌年明けから暫定的に1馬が引き継ぐ。
- 2007年（平成19年）
  - 1月6日 - スポーツ報知のメイン解説者派遣が再開。従前の日曜1部から土曜1部に移動。
  - 8月11日 - 競馬LABが土曜2部の提供に参加。水上学がメイン解説に着任。
  - 10月8日 - この日の放送から3日間開催の3日目も東日本主場全レース放送を開始。
- 2008年（平成20年）6月1日 - 樋口が勇退。
- 2011年（平成23年）2月26日 - ダービーニュースが土曜2部の提供を降板。解説者は当時本紙予想だった長谷川を残して全員降板。長谷川は日曜1部に専念する。また土曜2部と『大作戦』（土曜）は優馬が引き継ぐ。
- 2012年（平成24年）11月25日 - UMAJINが日曜2部の提供を降板。解説者は清水成駿のマンスリーゲスト出演を経て、翌年明けから優馬が引き継ぐ。
- 2020年（令和2年）
  - 7月18日 - ケイユウが土曜1部の提供を一旦降板するが解説者は全員継続出演。
  - 7月19日 - 優馬が日曜2部の提供を一旦降板するが解説者は全員継続出演。
  - 9月12日 - 解説陣が大幅変更。東京スポーツ在職の記者が初めてメイン解説に就任。
- 2024年（令和6年）
  - 4月6日 - 土曜1部がJRA本部の単独提供となる。

## 主なコーナー
- 関西馬情報（土日とも1部前半） - 優馬協賛。優馬関西版トラックマンに、関西で行われる重賞競走や注目レースの関西馬のフォーカスを聞く。なお、関西で開催されるGI開催日は、第2部後半の放送で、現地競馬場からパドック解説が入ることがある。
- 水上学血統トレジャーハンティング（土曜日2部=週により放送する時間は変わる） - 競馬ラボ協賛。
- WIN5この馬を狙え!（日曜1部後半） - 日曜1部メイン解説の長谷川仁志が特別レース展望を基に、WIN5の予想に挑戦する。対象レースごとに3頭以内で推奨馬を紹介。
- 万券請負人（日曜2部前半） - 阿部幸太郎が出演していた時代の『アベコーの穴党専科』に相当。優馬OBや他紙所属者も含め月替わりで出演してもらい、穴狙いの予想を披露する。
- 血統スナイパー・境和樹穴馬券ネオメソッド（日曜2部後半） - Webサイト『うまスクエア』との連動企画。若手評論家の境和樹が血統分析を基にメインレースを予想。2020年9月までは単勝・複勝式一点勝負に適う狙い馬を挙げていたが、境が2部後半メイン解説就任のため他の解説者と同じく馬連ベースの予想スタイルに変更。ただし2021年以降、夏の福島・新潟開催中など電話出演する場合は従来通り単複1点勝負を行う。
- パドックは原則として東日本主場（東京・中山、および夏季の福島・新潟）の全レース、関西主場（阪神・京都）・中京のGIレースが対象、概ね全競走ともパドック解説者と当該レースの実況アナウンサー（関西での開催分は現地出張中のアナウンサーと関西馬情報を担当する解説者。まれにアナウンサーは東日本主場の放送席から進行する場合もある）が全出走馬を解説するが、午後の第2部の開始直後、GIが関西で行われる週の関東のメイン・最終競走、さらに日没が早まり発走時間が前倒しになる冬季開催の第1競走と最終競争などは、放送時間の関係で全出走馬のフォローができず、「よく見えた馬（即ち解説者が推奨する馬）の解説と、予想の結論」だけでとどめる場合もある。まれに実況アナウンサーが解説者の結論をまとめる時（特に第2部中継開始の13時前後に発走時刻が近い競走、関西でGIが行われる日の関東主場のメインレース）や、発走時刻の都合で、当日の最終競走（原則第12競走）については先に放送席メイン解説者の見解を述べた後で、パドックからの全馬（または注目馬抜粋）の解説と順序を入れ替える場合（特に関西・中京でGIが行われる日、ないしは夏季開催の福島・新潟の最終競走が16時半からと少し遅くなる日など）とがある。

## 出演者

### 実況・司会進行アナウンサー
総合司会進行については、第1部前半、第1部後半、第2部前半、第2部後半の4つのパートに分けて交代で出演するが、日曜第1部（斎藤が関西出張や他競技出演などの理由で休演する場合は土曜1部も）の総合司会、並びにメイン競走のパドックの聞き手（アシスタント）は山田、または大村が担当する場合もある。メイン競走以外のパドックについては、大抵は次のレースの実況を担当するアナウンサーが聞き手をすることが多い。
RFラジオ日本アナウンサー
- 加藤裕介 - 1995年ラジオ福島から移籍。管理職就任のため2009年6月から2010年3月までと、2014年7月から2018年3月まで降板した。2018年4月よりプロデューサー兼務のため、2024年3月までは関西GI開催週や木村が他競技の実況で欠ける時の2部司会とパドック進行のみ担当だったが、2024年3月30日の中山競馬第3レースで実況復帰。
- 細渕武揚 - ラジオNIKKEI『レースアナウンサー養成講座』3期修了。1998年入社。2014年、加藤の管理職昇格に伴い競馬班キャップに就任。
- 矢田雄二郎 - 2007年岩手朝日テレビより移籍。

フリーアナウンサー
- 木村季康 - ラジオ福島→maxキャスティング所属。2006年3月25日着任。
- 小永井一歩 - ニッポン放送アナウンサー・報道記者→フリー。2025年4月13日着任。
- 堀江政史 - テレビ金沢→タレントユニオン所属→STY代表、ディレクター兼任。2010年11月7日着任。
- 吉本靖 - レースアナ養成講座2期修了。ラジオたんぱを経て2001年4月7日着任。他にグリーンチャンネル・JLC（競艇）でも出演した時期がある。

パドック進行・司会・レポーター専業
- 太田晶子 - フリー（ライムライト所属）。2024年4月6日着任。
- 大村麻衣子 - フリー（シャイニング所属）、2015年5月2日着任。2020年9月から2021年9月まで日曜のみ出演、2021年9月から2024年2月まで山田と開催ごとに土日の担当を入れ替わっていた。

### 解説者
解説者は第1部・第2部を更にそれぞれ前半と後半（概ね3レースずつ）に分担して担当し、かつ土曜日は開催が替わるごとに前半後半を入れ替わる。午後の部（以前は午前も）は原則として、協賛競馬新聞社、ウェブサイトの記者・評論家が担当。ただし土曜午前パドック解説の前田、日曜午前メイン解説の長谷川、および日曜午前パドック解説の野口は前半後半通して出演する。

#### 土曜日午前
メイン解説
- 浅子祐貴（スポーツ報知） - 2024年8月3日着任。2025年1月以降、主に中山開催時に出演。
- 立川敬太（東京スポーツ） - 2021年10月30日着任。BS11『BSイレブン競馬中継』（土曜スタジオ解説）兼務。
- 舘林勲（東京スポーツ） - 東日本主場本紙予想担当、2020年9月19日着任。
- 高橋利明 - 福島民報競馬専門デスク。2024年7月13日より、福島主場開催に限り出演。ラジオ福島『福島競馬実況中継』、ラジオNIKKEI（第1放送・日曜『今日のコラム』）兼務。
- 角田晨（つのだ・あきら スポーツ報知） - 2024年1月27日着任。同年秋以降、主に東京開催時に出演。
- 西山智昭 （スポーツ報知） - 東京本社東日本主場本紙予想担当。2016年12月24日着任。2019年3月まで小宮と開催ごと交替、2023年7月8日放送から松井・角田・浅子と持ち回りで土曜1部メイン解説を担当。
- 藤井真俊（内外タイムス→リアルスポーツ→東京スポーツ） - 2020年9月12日着任[8]。旧内外タイムス在籍中の2000年代中頃にパドック解説の経験あり。BSイレブン（土曜スタジオ解説）兼務のため、同番組担当の日は休演となる。
- 三嶋まりえ（日刊スポーツ→東京スポーツ） - 2022年10月29日着任。2024年4月よりテレビ東京『ウイニング競馬』兼務。

※東スポは藤井、スポーツ報知は2025年1月から中山開催時浅子、東京開催では角田をレギュラーとし、藤井のBS11出演日または浅子・角田が出演できない場合、他の記者が持ち回りで担当。
パドック解説
- 前田智基（ケイユウ）

コーナー解説
- 石川吉行（ダービーニュース→大阪スポーツ） - 「関西馬情報」担当。2020年9月12日着任。なおラジオNIKKEI『中央競馬実況中継』（第2放送・土曜午前パドック解説）兼務のため、同番組出演の場合は田崎または須藤が代理を務める。

#### 土曜日午後
メイン解説
- 水上学（競馬LAB） - 2007年8月11日着任。勝馬の提供降板に伴う二宮徳明の後任として、清水成駿の誘いで解説陣入り。2016年の清水の死後は毎週レギュラーを張る。スカパー・フジテレビONE『競馬予想TV!』兼務。
- 渡辺芳徳（ケイユウ） - ケイシュウNEWS中央版廃刊、提供降板に伴い2001年4月7日着任。2020年9月12日から土曜1部より異動。グリーンチャンネル『勝ち馬リサーチャー』→『VANで勝ち馬』兼任。
- 長谷川仁志（ダービーニュース→馬サブロー→フリー） - 2020年10月10日より土曜2部に復帰。

渡辺・長谷川は開催ごとで交代出演
パドック解説
- 鈴木俊也（うまスクエア） - 2020年9月13日着任。当初は日曜2部後半固定で、土曜2部は2022年1月29日から東京・福島・新潟開催時に務め、2023年9月9日より日曜日から土曜2部に正式異動。
- 中田博士（優馬） - 2020年1月11日着任。2000年代後半にも出演経験あり。
- 山崎啓介 （1馬→優馬）- 東西主場が暑熱対策で休止の時の札幌パドック解説担当。2019年まで『もぎたて!とれたて!北海道情報』（札幌・函館開催期間中の日曜1部）コーナー、他に東西主場のみの二場開催時など不定期に登場。

#### 日曜日午前
メイン解説
- 長谷川仁志

1989年4月1日着任。1990年代にダービーニュースの看板トラックマンだった阿部一俊とコンビを組み、土日共に2部メイン解説を担当。2001年の阿部の降板に伴い、一旦土曜2部のみとなるが2006年10月8日から日曜1部を前後半通しで担当する。
グリーンチャンネル『結果分析2』兼任、他にラジオ福島『福島競馬実況中継』、新潟放送『BSNラジオ競馬中継』（どちらも夏の主場開催時）にも出演経験あり。
かつては当番組に最も多くトラックマンを送っていたダービーニュースだったが、業績の悪化に伴い2011年2月限りで土曜全部と『大作戦』の提供を降板し解説者の派遣を中止。長谷川は土曜2部を外れて日曜1部に専念する形となった。さらに2013年3月31日限りでダービーニュースは休刊することとなり、長谷川は2013年一杯はフリーの立場で出演していたが、2014年に馬サブローの予想陣に加入。しかし馬サブローはラジオNIKKEIに多くの解説者を派遣している関係で当番組では紙名を名乗らず、フリーの評論家として出演を継続。また2020年10月より土曜2部にも9年ぶりに復帰し、渡辺と開催ごと交代で務めている。
パドック解説
- 野口誠（勝馬） - 2020年9月13日着任。2006年10月から12月まで日曜1部レギュラー、また土曜2部で古川の代理としてパドック解説の経験あり。

コーナー解説
- 田崎泰（優馬） - 「関西馬情報」担当。

#### 日曜日午後
メイン解説
- 佐藤直文（1馬→優馬） - 2001年4月8日着任。清水から後継指名を受け、2002年の清水退社後は単独でレギュラー出演。2011年3月5日から2020年9月5日までは土曜2部も担当。2020年9月6日までは原則として後半、同13日より前半固定。2014年から『勝ち馬リサーチャー』→『VANで勝ち馬』兼任のため、同番組に出演する開催では休演するか、2020年までは2部前半に時間変更することもあった。
- 境和樹（うまスクエア） - 2015年3月28日初登場。2018年6月3日より土曜2部競馬ラボ枠から異動[10]。「穴馬券ネオメソッド」コーナー担当後、2020年9月13日放送よりメイン解説に昇格。原則として後半固定。
- 武井友彦（優馬） - 東日本主場本紙予想担当。2015年10月4日着任。2020年9月6日まで日曜1部前半パドック解説、2部前半メイン解説レギュラー、以後は夏の福島・新潟主場開催期間や3日間開催の3日目、あるいは佐藤・長谷川が出演できない場合に登場。

※境は諸般の事情により地方出張をしないため、また佐藤は優馬を発行する中光印刷の社長に就任したため、どちらも2021年以降夏の福島・新潟主場開催はメイン解説をしない。
パドック解説
- 菅原章友（勝馬→うまスクエア） - 2023年9月10日着任。直接的には古川幸弘の後任だが、時間帯としては鈴木の後任で後半固定。
- 鈴木俊也（うまスクエア） - 2020年9月13日着任。2023年9月3日まで後半パドック解説レギュラー、以後は関東GIレース開催時に菅原に代わって担当。
- 松田匡弘（ケイユウ） - 2021年12月4日着任。原則前半固定、2020年5月31日放送まで日曜1部パドック解説。2024年より東西主場が暑熱対策で休止の時の札幌パドック解説担当。

コーナー解説

#### 関西・中京メインレース担当
- 須藤大和（1馬→優馬） - 西日本主場本紙予想担当。関西GIレース自社制作時およびイレギュラー放送時[11]に出演、また関西馬情報（日曜）に田崎が出演できない場合の代理。
- 田崎泰（1馬→優馬） - 関西馬情報（日曜）のレギュラー担当者。関西GIレース自社制作時は主にパドック解説。
- 目黒和外（優馬）- 中京GIレース自社制作時に出演。2020年3月の高松宮記念まで実況席解説、同年12月のチャンピオンズカップ以後はパドック解説を担当。

## 元出演者

### 元実況・司会進行アナウンサー
ラジオ関東時代も含め、ラジオ日本に新卒入社した男性アナウンサーは入社後数年以内に当番組とジャイアンツナイターの両方で下積みを経験し、適性判断の上どのジャンルを主に担当するか決まる。
競馬班専任、または主に競馬中心の担当となった者
- 井口保子 - 1961年（昭和36年）入社。1971年（昭和46年）に他局を通じても女性初の実況アナウンサーとなる。土曜第1レースを実況しそのまま午前の司会に就く進行スタイルを確立した。1998年（平成10年）3月に定年退職。
- 宇野和男 - 耳目社→テレビせとうち→ラジオたんぱ→フリー（メディア・スタッフ所属）。2007年5月26日着任。2012年6月までは『LIVE&REPORT 中央競馬中継』にも出演。なお当番組出演中は原則として司会を担当しなかった。2022年5月28日放送をもって勇退。
- 窪田康夫 - 1958年（昭和33年）開局と同時に文化放送から移籍。
- 小屋敷彰吾 - レースアナウンサー養成講座25・26期継続クラス修了。ラジオNIKKEIを経て2023年1月21日着任。当初はパドック進行、リポートのみで実況は同年3月26日より担当。2023年12月24日以降出演していないが、2024年3月頃まで番組ホームページに記載されていた。現在はPIST6場内実況の仕事を優先。
- 斎藤一平 - レースアナ養成講座16期修了。2015年11月1日着任。就任前は高崎競馬場、帯広競馬場などで場内実況を経験していた[12]。2023年7月9日放送限りで退任。
- 佐藤一司 - 1998年（平成10年）入社。2010年（平成22年）に報道記者へ異動のため、アナウンス業務を離れた。
- 仙田和吉 - 1992年（平成4年）入社。2001年（平成13年）、毎日放送へ移籍。移籍後も競馬中継の実況を続けていたが、2021年（令和3年）3月31日付で早期退職。
- 瀧口俊介 - 2011年（平成23年）石川テレビ放送から移籍。2017年（平成29年）12月末限りで退社しフリーになる。
- 武田肇 - 1975年（昭和50年）入社。2001年（平成13年）に管理職就任のためアナウンス業務を離れる。その後早期退職してフリーになる。
- 林洋右 - 1960年（昭和35年）入社。1997年（平成9年）に定年となるも、2003年（平成15年）3月まで出演。
- 樋口忠正 - 1961年（昭和36年）入社。1998年（平成10年）に定年となるも、2008年（平成20年）6月まで出演。

野球班専任、または主に野球中心の担当となった者
- 木島章夫 - 1958年（昭和33年）開局と同時に九州朝日放送から移籍。
- 小林幸明 - 1998年（平成10年）入社。競馬中継では全レース終了後の結果のアナウンスのみ担当、ごく短期間で番組を離れた。
- 島碩弥 - 1958年（昭和33年）開局と同時にラジオ山陰から移籍。1995年（平成7年）に定年となるも2000年頃まで出演継続した。
- 染谷恵二 - 1978年（昭和53年）入社。2005年（平成17年）に退社しフリーとなる。
- 田島喜男 - 1975年（昭和50年）日本短波放送（NSB。現・ラジオNIKKEI）より移籍。NSB時代にも野球（『プロ野球ナイトゲーム中継』）・競馬兼任を経験。1990年、芥川隆行の死去に伴い『演歌だヨ』を引き継ぐため番組を離れた。
- 内藤幸位 - 1962年（昭和37年）入社。2000年（平成12年）に定年退職。
- 内藤博之 - 1977年（昭和52年）入社。2019年に定年となるも箱根駅伝など大イベントには引き続き出演。
- 山田透 - 1975年（昭和50年）入社。1983年（昭和58年）にニッポン放送へ移籍。
- 山本剛士 - 1984年（昭和59年）入社。1990年（平成2年）にニッポン放送へ移籍。

パドック進行・レポーター専業
- 草野真梨子（2009年5月 - 2010年3月）
- 黒宮千香子（2005年4月 - 2015年3月）2012年4月より日曜日のみ担当
- 小長谷悠紀
- 斎藤若菜
- 陣内智衣
- 鈴木沙和子（2010年4月 - 2015年10月4日）
- 山田さつき - 山陰放送→フリー（オフィスコットン→圭三プロ所属）、2019年10月20日着任。2020年9月から2021年9月まで土曜のみ出演、以後は大村と開催ごとに土日の担当を入れ替わっていた。2024年2月17日放送をもって退任。

### 元解説者
1990年代までは関東の主な競馬新聞の看板トラックマンや本紙予想経験者クラスが解説陣に名を連ねたが、ホースニュース・馬が自社の業績悪化のため2000年、またケイシュウNEWSが中央版廃刊のため2001年にそれぞれ撤退。代わって同じ読売グループのスポーツ報知と、1馬・中光印刷グループの競友が参入した。その後に一時記者を派遣していた内外タイムスが2006年10月改編で撤退。同年末には土曜競馬スタート以来派遣を続けた『勝馬』も一旦撤退した。そして2011年、ダービーニュースも長谷川1人を残して撤退した（前述）。ケイシュウ廃刊に伴い事実上の後継となった馬券ブレイク!（後のUMAJIN）も、2012年11月に撤退した。しかし2020年9月、ケイバブックグループ入りした勝馬から14年ぶりにパドック解説者の派遣が再開された。

なお競馬研究、競馬ブックは1985年の『ワイド中継』立ち上げまでに撤退し、競馬エイト、日刊競馬は裏番組や資本系列との兼ね合いにより、当番組に解説者を送ったことがない。
優馬（旧・1馬）出身者
- 石井進吾 - 清水とのコンビで日曜午後メイン解説。佐藤直文と交代し勇退後、2006年4月23日死去。
- 伊利和恭 - 2019年6月23日着任。久光の退任に伴い、同年11月9日から12月28日まで毎週出演。
- 佐藤壽恭 - 1990年代にパドック解説。その後競馬エイトに移籍、BSフジ『競馬大王』、新潟総合テレビ『NSTスーパー競馬』を歴任。
- 清水成駿 - 『1馬』在籍時は石井や佐藤とのコンビで日曜午後メイン解説。退職後も不定期に出演していた。
- 庄司真 - 2013年1月から日曜午前パドック、午後実況席。2015年9月30日死去[13]。
- 中邑茂 - 元西日本主場本紙予想担当。関西GIレース自社制作時に出演。
- 久光匡治 - 2011年3月着任。2013年1月から2019年10月までは土曜・日曜共に2部でパドック解説を担当。藤田菜七子の騎乗依頼仲介者に就任のため、2019年12月22日放送限りで退任[14]。
- 広田晶彦 - 2020年3月の高松宮記念まで、中京GIレース自社制作時のパドック解説を担当。
- 持木秀康 - 2020年4月の大阪杯まで、関西GIレース自社制作時およびイレギュラー放送時[15]に出演。

ケイユウ出身者
- 山下優 - 優馬・ケイユウの各解説者に欠けが発生した場合の代理を担当。2019年7月には長谷川の入院に伴い日曜1部メイン解説の代役も務めた。2020年11月30日付で退職のため、同年9月6日が最後の出演となった[16]。2023年1月よりスポーツ報知大阪本社に移籍。

ダービーニュース出身者
- 阿部一俊 - 長谷川とのコンビで土・日曜午後メイン解説。2001年3月31日放送をもって降板。
- 伊藤友康 - 長谷川の前任として土・日曜午後メイン解説。1989年3月降板。
- 及川義弘 - 1990年代に土曜1部メイン解説。北海道夏開催の本紙予想を長く担当。
- 鍵裕二 - 2011年3月降板。
- 柴崎幸夫 - 1990年代に土・日曜2部パドック解説。
- 鶴見祐輔 - 2011年3月降板。
- 別所偉
- 丸山康次 - 1980年代に土曜1部を担当。
- 山本博之 - 2011年3月降板。
- 山岡章夫 - 1990年代に日曜1部メイン解説を担当。

ホースニュース・馬出身者
- 阿部幸太郎 - 同社在籍時。提供降板後は『ワイド中継』に出演していたが、2001年退社して夕刊フジに移籍。その後2006年まで『競馬大王』→『BSフジ競馬中継』に出演した。
- 笹川忠 - メイン解説。1969年着任。提供降板後の2005年に死去。
- 弥永明郎 - パドック解説。同紙の提供降板に伴い『ワイド中継』（土曜、吉岡の代理）へ異動、さらに廃刊により馬サブローへ移籍。
- 吉岡司 - パドック解説。在職中は『ワイド中継』（土曜）レギュラーだったため、廃刊後に日曜2部、東浜の代理として出演した。

勝馬出身者
- 片野昌一 - 土曜午後、メインレースのみ。降板後は新潟総合テレビ『NSTみんなのKEIBA』、ラジオNIKKEI『週刊競馬大道場!!』などを歴任。
- 田島寛英 - 土曜午後実況席サブ解説で『返し馬診断』を担当。
- 二宮徳明 - 土曜午後実況席メイン解説。1969年の土曜競馬実況中継スタートと同時に着任[17]。降板後の2015年に死去。
- 古川幸弘 - 土曜2部パドック解説。1990年代から2017年6月までレギュラーで務め、谷中と交代して勇退したが、谷中の退任に伴い2022年1月5日から中山開催時のみとの条件付きで復帰。しかし喜寿に達したため、2023年4月15日限りで退任。

ケイシュウNEWS出身者（土曜午前のみ）
- 大石正 - 2001年の中央版廃刊に伴い、競馬研究（現・研究ニュース関東版）に移籍。
- 塩崎利雄 - 東京スポーツ退社後の1982年（昭和57年）4月着任。2001年の中央版廃刊に伴い、馬券ブレイク!に移籍し日曜2部前半メイン解説で出演継続。2012年11月、UMAJINの提供降板と同時に退任。
- 東浜俊秋 - パドック解説。2001年の中央版廃刊に伴い、馬券ブレイク!に移籍し日曜2部前半で継続。2012年11月、塩崎と同時に降板。
- 能勢俊介 - 1999年、本紙予想就任と同時に大石の後継でメイン解説着任。2001年の中央版廃刊に伴い、スポーツ報知に移籍し日曜午前メイン解説。その後フリーとなり、2006年にラジオNIKKEIへ異動した。

他紙・JRA出身者
- 明石尚典（大阪スポーツ→うまスクエア→日刊スポーツ大阪本社）- 「万券請負人」コーナーに出演。柴田・鈴木・田中と開催ごとに交代で担当。
- 石井誠 - スポーツ報知東京本社競馬部、日曜午前。本紙予想担当だった2000年、ホースニュース・馬の撤退と入れ替わりにラジオ解説デビューし、2001年にケイシュウ中央版廃刊で移籍してきた能勢と交代。その後ラジオNIKKEIに転じ2019年6月まで出演した。
- 大橋巨泉 - フリー（巨泉事務所所属）。ラジオ関東時代の1970年代前半に不定期出演[18]。1976年、ニッポン放送『日曜競馬ニッポン』の立ち上げに参加しメインパーソナリティとなる。
- 小宮栄一 - スポーツ報知東京本社。能勢俊介から引き継いで2006年4月1日着任。2007年1月に日曜1部から土曜1部に異動。自身の後継として東スポから引き抜いた松井と交代のため、2023年4月15日放送限りで退任。
- 柴田卓哉（1馬→うまスクエア） - 「万券請負人」担当。
- 田中充興（うまスクエア） - 「万券請負人」担当。
- 松井中央（まつい・なかお） - 東京スポーツ[19]→スポーツ報知、2023年4月22日着任。東スポ在職中に藤井の代理で出演経験あり[20]。地方競馬（南関東）専任デスクに異動のため、2024年1月20日放送限りで退任。
- 松沢俊夫 - 旧競馬研究、日曜2部初期のメイン解説者。1985年、『ワイド中継』（日曜）立ち上げに参加のため降板。
- 松本憲二 - 競馬ブック東京支社。ラジオ関東時代の1970年代から80年代にかけて土曜1部に出演[21]。
- 谷中公一 - 元騎手・調教助手→競馬LAB。2017年6月24日着任[22]。自身が代表を務める外厩『K1ステーブル』開業のため、2021年12月25日放送をもって退任。

## ネット局

### 現在の定期ネット局
- 山梨放送（YBSラジオ）「土・日曜競馬中継」 - 土・日とも15:00[23] - 15:55（土曜日の放送は2005年4月から）

### レース実況のみ定期ネットする局
- 札幌テレビ→STVラジオ（土曜日『明石のいんでしょ大作戦!』・日曜日『草野あずみのハッピー競馬』内中央競馬実況中継） - 土曜東日本主場メインレース。札幌・函館開催時は自社制作が優先のためネット無し
- ラジオ関西（CR→AM KOBE→CRK、『GOGO競馬サタデー!』、毎日放送→MBSラジオ制作） - 土曜東日本主場メインレース。15時台は中国地方・福岡にもネットされる。

土・日曜以外でもあらかじめ開催が組まれる場合、STVラジオではワイド番組内でメインレースのみを、ラジオ関西はMBSラジオの放送がない時に限り放送する場合もある。

### 臨時にレース実況をネットする局
- 毎日放送→MBSラジオ - 『GOGO競馬ホリデー!』が自社送出の場合、東日本主場のWIN5対象レースをネット
- ラジオ大阪（OBC、『ドラマティック競馬』） - 自社実況アナウンサーに急病で欠員が生じた場合、日曜東日本主場9･10R（後述）をネットしていた（2017・2019年）。

### 過去の定期ネット局
- 北海道放送（HBCラジオ）　1970年代に放送していたが、巨人戦ラジオ独占中継権の影響を受け打ち切り[24]。
- 東北放送（TBCラジオ） - 土曜・日曜共にメインレースのみ。勝馬が土曜2部の提供を降板した2006年12月23日限りで打ち切り。翌2007年1月、ラジオNIKKEIからのネットに変更した。
- CBCラジオ（『土曜競馬中継』） - 土曜東日本主場メインレース。2012年3月10日放送限りで土曜日の競馬放送が打ち切られたため終了。

## 関西主場・第三場の放送との連携

### 関西主場
1990年代までは、土曜日・日曜日共に関西メインレースを近畿放送→京都放送（KHK→KBS京都、『競馬中継.EXE』→『KEIBAワンダーランド』）から音声のみネット受けするのが基本で、例外として旧八大競走ないしクラシックGIの天皇賞・春と菊花賞に限り、ラジオ日本のアナウンサーがKBS京都の技術協力を受けて京都競馬場に乗り込み実況していた。

2001年4月改編でKBS京都からの土曜メインレースのネットを取りやめ、ラジオ関西（AM KOBE→CRK、『パーフェクト競馬』→『GOGO競馬サタデー!』・MBS制作受託）との相互ネットに切り替えた。その後JRAの全レースが全国発売されるようになり、2003年9月より、関西主場の最終レースを毎日放送（現・MBSラジオ、『みんなの競馬』→『GOGO競馬サンデー!』）から受けるようになった。逆に、2007年まで唯一関東で土曜に行われていたGIのJCダート（現・チャンピオンズカップ）当日はMBSのスタッフが関東に出張してラジオ日本の技術協力で放送していた。
その後、2006年までに関西で行われる天皇賞・春と菊花賞以外のGI競走もKBS京都からのネットを順次取りやめ、優馬（当時は1馬）の関西（栗東トレセン）常駐トラックマンを解説者に据えて自社制作することになった。加えて従来CRK／MBSからネットされていた関西GI前日のメインレースと最終レースもMBSの技術協力で自社制作することになった。

2010年、JRAは東西の独立テレビ局で提供してきた競馬放送をBS11による全国一斉放送（『BSイレブン競馬中継』）に移行することになり、京都放送は日曜日の競馬中継を取りやめた。このため、2011年1月より日曜メインレースはラジオ大阪（OBC、『ドラマティック競馬』）から受けるように変更した。ただし、OBCは関西GIレースの実況を文化放送（QR、『中央競馬メインレース中継』）にネットするため、ラジオ日本競馬班は引き続き関西2場にアナウンサーを派遣して自社制作することにし、コロナ2019のパンデミックや新幹線不通など余程の理由で一時中断されたことはあったものの2025年現在まで継続されている。

関西GIが行われる週はアナウンサー2人が派遣され、そのうちの1人が土曜日の最終レースと日曜日の当該GIレース、もう1人は土曜日のメインレースと日曜日の最終レース（まれにどちらか1名はGIのパドック解説も）を実況する形を基本とするが、1人だけ派遣されて実況するケースや、変則3日間開催で東日本主場の開催がない場合など稀にアナウンサー3人以上が派遣されることもある。また、関東でのGI開催日にMBSが東京・中山から実況をする場合は、土曜日開催のGIレースに限ってラジオ日本がMBS・CRKに技術協力を行う。日曜開催のGIはニッポン放送が技術協力する。なお、関西主場の最終レースの発走が遅れて放送時間内にゴールまで実況出来ないとMBS側が判断した場合、実況を受けられないことが稀にある。2018年のJBCレディスクラシック（京都12R）は自社制作の上放送枠を延長したため発走が遅れても放送出来たが、2019年12月28日の阪神12RはRFで16:30から競輪中継（オッズパーク杯ガールズグランプリ）があったため放送出来なかった。また、日曜日にプロ野球のクライマックスシリーズがデーゲームで行われ、当該試合に阪神タイガースが絡む場合と、発走時間が16時30分以降に設定されている日本ダービー当日の関西主場最終レースについてはMBSから裏送りを受ける。

#### 関西レース放送にまつわる出来事
- 2004年10月9日は東京競馬場が台風接近で開催中止となったため、京都全レースの実況をCRKからネット受けした。

- 2007年7月14日は小倉競馬場が台風接近で開催中止になったため、新潟全レースの実況をCRKにネットした。

- 2008年2月3日・2月10日に東京競馬場が降雪で開催中止になったため、京都競馬場のレースを1～5レースまではラジオ日本のアナウンサーが東京競馬場の実況席で場内映像を見ながら実況した。以後6～9・12レースを毎日放送、10・11レースはKBS京都からネットを受けた。

- 同年2月11日は東京競馬場で代替開催、京都競馬場で2月9日の続行競馬が行われた。この日はMBSが競馬中継を行わなかったため、京都競馬場にもアナウンサー2人が出張して東京・京都の全レースを伝えた。

- 同年11月24日は、アナウンサーと解説者を派遣し、京都競馬場から10・11レースを中継、福島競馬場からは福島記念と最終レースをラジオ福島からのネット受けで放送した。

- 東北地方太平洋沖地震（東日本大震災）の影響で、2011年3月19日から4月17日まで東日本地区での開催が中止になったため、西日本主場開催の全レースを自社制作[26]、第3場のメインレース・最終レースを地元放送局からのネット受けで放送した。

- 2013年1月14日は中山競馬が降雪により5レース以降中止となったため、京都競馬7R以降（8R除く）をMBSからのネット受けで放送した。この続行競馬となった1月21日は、重賞GIII京成杯を含む15時台の1時間だけ放送した。

- 2014年2月9日・2月16日は東京競馬場が降雪の影響で開催中止になったため両日とも京都競馬場の全レースをMBSとOBCからネット受けした[27]。

- 3日間開催で東日本主場開催がなく2場開催の場合は、西日本地区主場から自社制作で全レースを中継し、もう1場はネット受けを行う（例:2017年3月18日、中京11R（ファルコンステークス）はMBSからネット。2018年2月10日、小倉11・12RはKBCからネット）。

- 2017年2月19日は『OBCドラマティック競馬』の実況アナウンサー三宅きみひとがインフルエンザ罹患により放送を休んだため、東京9･10Rの実況をラジオ大阪にネットした。

- 2018年11月4日に京都競馬場で開催されたJBCは、アナウンサー2名が派遣され、3競走とも自社制作した。

- 2019年2月9日は東京競馬が開催中止になったため、京都競馬場の全レースについてパドック解説のみ自社制作、実況はMBS（CRK経由）からネット受けした。

- 同年2月10日から3月3日まで、『OBCドラマティック競馬』の濱野圭司が放送を休んだため、日曜東日本主場9･10Rの実況をラジオ大阪にネットした。

- 同年10月12日・13日は令和元年東日本台風（台風19号）上陸に伴い東京競馬が中止になったが、GI秋華賞開催週のためアナウンサー2人を京都競馬場に派遣しており、2人が分担して両日とも京都競馬の全レースを自社制作で放送した。東京競馬場に出勤する予定だったアナウンサーは麻布台のスタジオから進行、解説者は12日が全員電話で、13日は長谷川・山下がスタジオから出演した。

- 2020年3月29日は中山競馬が降雪のため3レース以降中止となったため、阪神競馬5レース以降をMBSとOBCからのネット受けで放送した[28]。

- 同年前期の関西地区GI（桜花賞、天皇賞・春、宝塚記念）は新型コロナウイルス感染症のパンデミックに伴う第1次緊急事態宣言を受けた人員の移動制限により、パドック解説のみ自社制作し、実況はMBSからネット受けした[29]。秋華賞前日の10月17日から、関西GIレース開催週の自社制作を再開した。

- 2021年5月2日の天皇賞・春は、新型コロナウイルス感染症第3次緊急事態宣言に伴いパドック解説のみ自社制作し実況はMBSラジオからネット受けした[30]。

### 第三場
東西の主場以外に第三場開催が行われる場合、ラジオ日本で放送されるのは原則として重賞競走のみ。変則3日間開催や、積雪中止時・夏季などで東西どちらかの主場が開催されない場合に限り、メインと最終レースを放送する。それ以外のレースは払戻金速報のみ行う。
東日本第三場の重賞競走は、STVラジオ、ラジオ福島、新潟放送で自社制作による中継があれば実況のみネット受けするが、ない場合ラジオ日本からアナウンサー1名を派遣して自社制作することもある（後述）。
西日本第三場のうち、中京ではGI（高松宮記念とチャンピオンズカップ）が開催されるが、関西主場と違いGI開催週であっても前日メインからの実況は行わない。ただし当日の最終レースは自社制作で中継することもある。
夏の北海道開催中は重賞競走について、ニッポン放送でも中継がある場合は、STVラジオからラジオ日本向けに裏送りを行う。また札幌記念当日は2018年から2020年まで、最終レースも裏送りを受けていた。ただし8月札幌開催のワールドオールスタージョッキーズ開催週については2016年から2019年まで、アナウンサー1名を派遣し第3戦と第4戦に挟まれたメイン重賞のキーンランドカップも含めた全5競走を自社制作で中継した。

#### 第三場放送でのできごと
- 2009年5月9日は、新潟放送が土曜日のラジオ競馬中継（『BSNラジオ競馬中継』）の自社制作を取りやめたため、新潟大賞典をRFで自社制作した。新潟大賞典は翌2010年も土曜開催となり、この時も同様に対応。

- 2011年5月8日の新潟大賞典は日曜開催でBSNでも自社制作が行われたがRFで自社制作した。

- CBCラジオは2012年以降、中京競馬開催時であっても土曜日の自社制作を取りやめたため、2012年3月17日のファルコンステークスはMBS制作の実況をネット受けした。以降、中京土曜開催のメインが重賞[31]であればMBSからネットを受ける。

- 2019年2月17日の小倉大賞典はアナウンサーが派遣され自社制作した。同レースは前年までKBCラジオからネット受けをしていたが、2019年からは福岡地区の新たな競馬中継実施局となったRKB毎日放送（RKBラジオ）が自社制作をせず、小倉第三場開催時でもMBSが制作することになったため。なおかつ当時『日曜競馬ニッポン』の放送時間中に行われるMBS制作の実況は原則ニッポン放送へネットする体制だったことによる。

- 同年4月27日は変則3日間開催で東京・新潟の開催となったため、新潟11・12RをBSNから裏送りを受けて放送した。4月29日も京都・新潟の開催となったがこの日はBSNがテレビ・ラジオ別々に自社制作したため、ラジオの実況をネットした。

- 2020年以降の小倉大賞典はMBSラジオの実況をネット受けする。これはニッポン放送が聴取率調査期間で競馬中継の前、2021年以降は内包して放送されている『日曜のへそ』の枠拡大により、当日はGIフェブラリーステークスのみの中継となったため。これによりMBSラジオからラジオ日本へのメインレースのネットが可能になった。

- 2021年4月24日の福島牝馬ステークスは、新潟競馬場にアナウンサー1人が派遣され自社制作した。

- 2022年8月27日・28日に3年ぶりに再開されたワールドオールスタージョッキーズについては自社制作を見送り、STVラジオ制作の音源をそのまま放送した。なおキーンランドカップならびに最終競走となったワールドオールスタージョッキーズ第4戦は裏送りで対応した。

- 2023年8月20日のGII札幌記念は裏送りを取りやめ、STVラジオ制作かつニッポン放送と同一の実況をネット受けした。

- 2024年3月24日のGI高松宮記念は乗り込み自社制作を見送り、2009年以来CBCラジオからネット受けした。

### 連携する放送局
- 札幌
  - 札幌テレビ→STVラジオ（重賞競走のみ。ニッポン放送でも放送の場合RF向けは裏送り[32]。最終競走はワールドオールスタージョッキーズ第4戦と、東西どちらかの主場が非開催の日に限り裏送りを受ける）
  - MBSラジオ・ラジオ関西（制作はMBSラジオ）（2024年から、新潟が暑熱対策実施の場合に土日とも5R以降をネット受け。日曜メインが重賞でもネット受け[33]）
- 函館 - STVラジオ（重賞競走のみ）
- 福島 - ラジオ福島（第三場開催時、重賞競走のみ。主場開催時は自社制作）
- 新潟 - 新潟放送（第三場開催時、日曜の重賞競走のみ。主場開催時と第三場開催土曜の重賞競走は自社制作）
- 中京
  - 中部日本放送→CBCラジオ（夏期以外の第三場開催時、日曜の重賞競走のみ。高松宮記念とチャンピオンズカップはCBCの技術協力で自社制作）
  - 毎日放送→MBSラジオ（西日本主場開催時は土曜メインと土日最終レース、第三場開催時は土曜の重賞競走のみ）
  - ラジオ大阪（主場開催時の日曜メインのみ）
- 京都・阪神
  - MBSラジオ・ラジオ関西（制作はMBSラジオ）（関西でGIが開催されない週の土曜メインと土日の最終レース。3日間開催の3日目や年末年始などOBCの放送がない場合はメインと最終レースを受け、東日本のWIN5発売対象レースをネットする[34]。GIは自社制作するか、ニッポン放送が自社制作しない場合はネットが可能になる）
  - ラジオ大阪（関西でGIが開催されない週の日曜11レースと、日本ダービー開催日の10レース）
- 小倉
  - MBSラジオ（夏の西日本主場開催時の土曜メインと土日最終レース。第三場開催時の重賞競走はニッポン放送が受けなければネット可能）
  - ラジオ大阪（夏の主場開催時の日曜メイン）

#### 過去の連携放送局
- KBS京都 - 2010年12月まで、日曜西日本主場のメインレースを音声のみ受けていた（前述の通り2001年3月までは土曜日も受けていた）。『KEIBAワンダーランド』終了に伴い日曜日の競馬放送が無くなったため、連携を打ち切った。
- 九州朝日放送 - 2018年12月まで（ただし実況を受けるのは第三場開催時の重賞競走のみで、最後に受けたのは2018年2月の小倉大賞典）。MBS制作の中継の福岡県での受け局がRKBに移行するため、連携を打ち切った。

## 備考

### 定時ニュース・交通情報による中断
ラジオ日本ニュース（2012年9月まで読売新聞ニュース）・天気予報
- 11:00、12:00、13:00、14:00、15:00、16:00

ラジオ日本交通情報
- 11:35（土【神奈川・九段・千葉】　日【九段】）、13:05（土【神奈川・東京・千葉・東名】　日【東名・九段】）、16:10（土【神奈川・東京・千葉・東名】　日【東名・九段】）

※当日の発走時刻によっては上記の時間帯は若干遅れる場合がある。特にGⅠ競走が行われる日曜日の、東京・中山開催時にはそれが顕著に表れている。

### 放送そのものの中断・時間変更について
ラジオ日本の週末は原則として競馬中継を優先しているが、他競技の日程・時間帯と重なり番組を中断、発走時刻に変更があったり、競馬が東西共に中止になるなどのケースも起こる。また前述の通り、土・日曜以外の競馬開催日も中継を行う。
- 最終競走が審議になるなど、中継したレースの結果・払い戻し金が放送時間内に入らない場合は、JRAのホームページやテレホンサービスで確認するように促している[35]。

- 京都・阪神の最終競走がMBSの放送枠で収まらない可能性がある場合はネットをせず、ラジオ日本側でモニター実況をする場合がある。

#### 放送の中断・途中での終了
以下のように、特に午後の第2部を中断、あるいは途中で終了とする例がある。第2部の中断が発生し、その後再開してからも第2部の扱いで放送されるが実質3部構成になる。
- 1994年までプロ野球の日本シリーズがデーゲームで開催されていたが、1978年以降、巨人が出場した年はプロ野球の試合開始時間に合わせて放送を一旦終了、競馬はGIのみ野球放送を中断して実況、他のレースは払戻金速報だけとなっていた。逆に巨人が出場しない年は競馬放送を優先し野球を放送しないことがあった。

- 巨人のセ・リーグ公式戦は後楽園球場最終年の1987年までデーゲームが存在した。1978年はジャイアンツナイターがラジオ完全独占放送、1979年から1981年まではTBSとの共同制作による放送（『TBSサンデースポーツスペシャル』）が行われていて、その後もRF単独で巨人戦デーゲーム放送を続けた関係により試合開始時間に合わせて競馬放送を終了するケースが見られたが、1988年の東京ドーム開場に際して巨人の公式戦は全試合ナイターで行われるようになり、競馬放送への支障はなくなった。再び2009年から巨人も土・日曜日を中心に本拠地でのデーゲームが増えてきたが、ラジオ日本全体の編成が既に競馬優先となって久しかったためプロ野球は本来ナイターの時間帯に実況録音で放送する措置を取り、それも2014年シーズン限りで打ち切られた。
  - なお、TBSラジオが2018年から野球中継の全国ネット廃止と自社制作の縮小（DeNA主催試合のビジターや地方開催時の開催地の地元局向け裏送りのみ継続）に踏み切ったことにより、RFラジオ日本が土・日曜の巨人主催デーゲームのJRN系列ビジター地元局（北海道放送・CBCラジオ・朝日放送ラジオ・中国放送・RKB毎日放送）[36]への裏送りや自社制作時の技術協力を行っているが、これに加えて2018年（自社制作）・2021年（裏送り）の中国放送向けはロッテ主催試合もRFラジオ日本が担当した[37]。加えてTBSラジオがDeNA主催試合の制作委託から撤退した2023年以降は、中国放送向けに限りDeNA主催デーゲームの裏送りも担当している[38]。

- 横浜国際女子駅伝（2009年まで）・東京マラソン（2008年より、ラジオ日本が中継を担当する年のみ）・全国高等学校サッカー選手権大会決勝戦、および全国高等学校野球選手権神奈川大会の決勝戦が競馬開催日と重なる場合は、その中継時間帯は番組を中断。競馬については中継再開後結果のみ伝える[39][40]。全国高校サッカー決勝では試合終了まで中継するため、延長戦やPK戦に入ると最終レースまでに再開できなくなり競馬中継は休止となる[41]。このケースが起こった時はサッカー終了後『スポーツトピックス』[42]で着順・着差・払戻金のみ伝える。なお2023年以降は高校サッカーの決勝は放送されず、成人の日に競馬・サッカー両方の開催があっても、通常通り放送を行う（高校サッカー決勝にも、当番組のアナウンサー(特に矢田)が派遣されていた）。

#### 発走時刻の繰り上げ・繰り下げ
- JRAは2004年から薄暮競走を実施しているが、当初は土日とも16:30で終了した（福島・新潟の最終レースまで中継）。2006年からは日本ダービー開催当日の東京競馬で最終レース（目黒記念）の発走時刻を繰り下げることになり、この日に限って2部を17時台まで延長する措置を取っている[43]。2008年から夏季新潟開催の最終レース発走時刻が16:30に変更された事に伴い、この期間は土日とも16:40まで延長し最終レースの実況まで放送する。なお6月の安田記念の週からの東京開催及び7月の福島開催でも、関東主場(宝塚記念の日の関西主場など一部例外あり)最終レース発走時刻が16:30となるためこの措置がとられる。
- 2024年は暑熱対策の一環で夏の新潟開催でも薄暮開催が行われる事となったが[44]、当番組は通常通りの放送時間で放送された。その為、開催が行われた7月27日[45]・28日・8月3日・4日の新潟開催は第8Rまでの中継となった。その期間中は、新潟の8Rまでを自社制作、札幌の5R以降をラジオ関西・MBSからのネット受けで放送した。
- 2025年も夏の新潟開催に加えて中京開催でも薄暮開催が行われる事となったが[46]、当番組は通常通りの放送時間で放送される。その為、開催が行われる7月26日～8月17日[47]の新潟開催は第8Rまでの中継となった。その期間中は、新潟の8Rまでを自社制作、中京の7・8Rをラジオ関西・MBS・ラジオ大阪からのネット受け、札幌の5R～9RをSTVラジオからの裏送りで放送した[48]。

- 2017年から2022年まで、有馬記念当日の中山競馬は1レースの発走が9時35分に繰り上げられたが、これに伴う放送開始時間の繰り上げはなく、通常通り9時30分スタートで1レースの実況から放送する。

- 2020年からジャパンカップ当日の東京競馬は1レースの発走が9時30分に繰り上げられたが、これに伴う放送開始時間の繰り上げはない。

#### 土・日曜日以外の中継
- 2017年から中山競馬の年末最後の開催日（メインはホープフルステークス）が12月28日[49]に固定されたが、この日が平日でも通常通り9時30分から放送する[50]。なおこの日および年始最初の開催日となる1月5日が平日の場合、または3連休3日間開催で月曜日あるいは金曜日に競馬が行われる場合、1部・2部ともにJRA本部の単独提供となる。

- 2008年2月4日は前日の東京競馬が積雪のため中止になり、代替開催が行われた。ラジオ日本での中継はなかったが、メインレース根岸ステークスの実況はSTVラジオに裏送りされた（STVラジオは翌週11日の代替開催の時も共同通信杯の実況をネットした）。以降も東京・中山で代替開催が行われメインレースが重賞競走の場合、15:00から16:00までの放送枠を設け、メインレースの実況はSTVラジオにネットされる事がある。

#### その他
- 中央競馬の開催が東西共に中止となった場合は、スタジオ特集に切り替える。この実例として馬インフルエンザの流行により開催が中止となった2007年（平成19年）8月18日と19日がある。

### 社杯
毎年9月に中山競馬場で開催される「菊花賞トライアル・セントライト記念」は、1964年から2011年までラジオ関東（→アール・エフ・ラジオ日本）から寄贈賞が提供されていた。寄贈賞提供時代は、レースの前日と当日には中山競馬場でラジオ日本主催によるレース検討会が開かれ、その模様は当番組でも中継されていた。2012年以降、セントライト記念の協賛を朝日新聞東京本社に譲って撤退するも、平地オープン特別競走として「ラジオ日本賞」が9月の中山開催（3歳以上）に行われている。

### 海外競馬
日本調教馬の海外での活躍が目立ち始めた2000年代前半には、加藤と仙田が中心になって日曜1部の昼休み中に「海外競馬情報」のコーナーが設けられ、国際GI競走を中心とした海外競馬サークルの話題も積極的に取り扱った。

例年12月の香港国際競走は、沙田競馬場まで出張して実況生中継を行ったこともある。現在は日曜2部の放送時間中にレースが行われる香港ヴァーズと香港スプリントについて、国内発売分の払戻金（2016年以降）と日本馬の着順を速報する。

### その他のトラブル
1999年6月27日、放送中に川崎幸送信所が遠隔制御装置の故障で1時間半に亙って停波。担当者は社外の2000年問題対策研修会に全員出払っていたため、早急に対応できなかった。一部ではパニックも起き、抗議が殺到。郵政省（当時）等から厳重注意処分を受けた。